# ジッピーチッピー
ジッピーチッピー（Zippy Chippy、1991年4月20日 - 2022年4月15日）は、アメリカ合衆国の競走馬。デビューからいちども勝利しないまま100戦をこなした馬で、その負け続けてもなお出走する姿から人気者となり、日本のハルウララに相当するブームを巻き起こした。

## 経歴

### 出自
1991年4月20日に生まれたサラブレッドである。父コンプライアンスはノーザンダンサーの直仔で自身の競走実績は貧弱ながらトライマイベストの全弟・エルグランセニョールの全兄に当たる良血馬で、この年にアイリッシュ2000ギニーを勝ったフォースターズオールスターを出した実績ある種牡馬であった。また母方もバックパサーやワットアプレジャー、ラウンドテーブルなどの血を引いており、ジッピーチッピーは血統だけなら決して悪くない馬であった。
非常に気難しい馬で、デビュー前から去勢されている。後に調教師となる（後に馬主も兼ねる）フェリックス・モンセラーテも、度々ジッピーチッピーに蹴られたり噛みつかれていたという。

### 競走馬として
ジッピーチッピーは1993年に競走馬デビューした。ニューヨーク産馬であることから地元のファンを中心に人気を集めていた。しかし、ジッピーチッピーはその期待にまったく応えず、出走する度に黒星の数を増やしていった。所有者も何度か変わっているが、いずれもしばらくしてこの馬を手放している。
モンセラーテがジッピーチッピーを譲り受けたのは1995年のことで、金銭ではなくフォードの1988年モデルのトラクターと交換されたという。モンセラーテは「私は彼が何歳でも構わない。彼は挑戦し、挑戦し、挑戦している。その姿は私を喜ばせてくれる。」と語り、ジッピーチッピーを競馬場に送り込んでいった。いくら負けても出走するジッピーチッピーには、いつしかThrust（スラスト）の持つ106連敗という記録への挑戦が期待されるようになっていった。こうしてジッピーチッピーは、勝つことでなく負けることで人気を集め、次第にブームを形成していった。
モンセラーテもジッピーチッピーを家族同然に扱い、競走生活の後半は彼をクレーミング競走（他の馬主への譲渡・売却を前提とした競走）への出走をさせないようにしていた。
ただ、この関心の高まりに苦言を呈する関係者も少なくなく、アメリカ競馬名誉の殿堂博物館に勤めていた歴史家のトム・ジルコインは「記録上の全競馬史において、その最悪の場面を覗いているようだ」と語っている（ちなみにジッピーチッピーと比較される日本のハルウララも、武豊が騎乗する2週間前に自身のブログでその加熱するブームに苦言を呈したこともあった）。また、悪い意味で規格外のジッピーチッピーは競馬場側から出走を拒否されることも少なくなく、次第に出走できる競馬場も減っていった。

### 100敗達成
2004年9月10日、13歳のジッピーチッピーはノーザンプトンフェアー競馬場のダート5ハロン（約1000メートル）戦に出走した。地元のリーディングジョッキーであるウィリー・ベルモンテを背に乗せ、8頭立ての2番人気に支持された彼は、勝ち馬から10馬身以上離された最下位でレースを終えた。これにより、デビューからの連敗という不名誉な記録を100の大台に乗せた。しかし同年12月、モンセラーテがジッピーチッピーの引退を発表したため、記録更新はここで止まった。

### 勝利
100戦未勝利の戦績で知られるジッピーチッピーであるが、実は何度かのレースで確かな勝ちを挙げている。
2001年3月18日、当時89連敗中であったジッピーチッピーは繋駕速歩競走のクォーターホースであるPaddy's Laddy（パディーズレディー）との非公式マッチレースが組まれ、フリーホールド競馬場の4ハロン（約800メートル）戦に出走した。パディーズレディーは速歩（ペース）のうえ繋駕車を引く、ジッピーチッピーは20馬身後方からのスタートという条件で行われ、ジッピーチッピーがクビ差で勝利をもぎ取った。モンセラーテはこの勝利について、「この勝利はサラブレッドとの対戦ではないので、彼の戦績に加算されませんが、それでも彼に小さな自信を持たせることができたと思う」と語った。
また、人間とも2回競走している。最初の対戦は2000年8月18日にマイナーリーグの野球選手ホセ・ヘレーラとの40ヤード競走で、この競走では敗れている。しかし2001年8月に行われた、同じくマイナーリーグ選手のダーネル・マクドナルドとの120フィートの競走では、同選手を辛うじて制して勝利することができた。このため、対人間成績は1勝1敗となった。
モンセラーテの言葉通り、一般的にはこれらの勝ちを競走成績として含まないため、ジッピーチッピーは「対サラブレッド100戦100敗」という肩書で語られることが多い。

### 引退後
引退後はフィンガーレイクス競馬場で誘導馬となった。同競馬場はかつて1998年にジッピーチッピーの出走を拒否した競馬場のひとつで、実に7年ぶりの「凱旋」であった。2010年からは引退馬養老牧場のオールドフレンズがニューヨーク州に設けたボビー・フランケル分場で余生を送っていたが、2022年4月15日に亡くなった。引退後も気難しさは変わらず、気の向かないことはしようとしなかった。また現役時代より引退後の方がむしろ人気を集め、同分場を訪れるファンたちの「スター」であった。

## 大衆人気
連敗によって形成されたブームによって、ジッピーチッピーはアメリカの一般大衆にとってそこいらの一流馬よりも知名度のある存在となった。大衆雑誌などでも何度か紹介され、映画こそ作られなかったが一度ハリウッドに招かれたこともあった。
また、イギリスでも知名度があるためか、同馬およびモンセラーテの名を使った公共広告が作られている。

## 連敗記録について
2003年、日本でハルウララの連敗記録が話題にされるようになると、それに関連してジッピーチッピーも日本で「アメリカ版ハルウララ」などと紹介されるようになった。逆にハルウララもアメリカで紹介されている。
日本における2023年現在の競走馬のデビューからの最多連敗記録はダンスセイバーの229連敗である。同馬は2020年10月に200連敗となった時点で日本記録だと報じられていた。
他に話題となった未勝利連敗馬には、通算103戦0勝のイギリスの障害競走馬Quixall Crossettや、通算135戦0勝のプエルトリコのDona Chepa、124戦0勝のオーストラリアのOuroeneなどがいる。

## 血統表
| ジッピーチッピーの血統（ノーザンダンサー系 / Buckpasser 3x3=25.00%、 Native Dancer 4x4=12.50%、 Mahmoud 5x5=6.25%） | ジッピーチッピーの血統（ノーザンダンサー系 / Buckpasser 3x3=25.00%、 Native Dancer 4x4=12.50%、 Mahmoud 5x5=6.25%） | ジッピーチッピーの血統（ノーザンダンサー系 / Buckpasser 3x3=25.00%、 Native Dancer 4x4=12.50%、 Mahmoud 5x5=6.25%） | （血統表の出典）        | （血統表の出典） |
| 父 Compliance 1978 鹿毛 アメリカ                                                                                    | 父の父Northern Dancer 1961 鹿毛 カナダ                                                                              | Nearctic | Nearco                  | Nearco           |
| 父 Compliance 1978 鹿毛 アメリカ                                                                                    | 父の父Northern Dancer 1961 鹿毛 カナダ                                                                              | Nearctic | Lady Angela             |                  |
| 父 Compliance 1978 鹿毛 アメリカ                                                                                    | 父の父Northern Dancer 1961 鹿毛 カナダ                                                                              | Natalma | Native Dancer           | Native Dancer    |
| 父 Compliance 1978 鹿毛 アメリカ                                                                                    | 父の父Northern Dancer 1961 鹿毛 カナダ                                                                              | Natalma | Almahmoud               |                  |
| 父 Compliance 1978 鹿毛 アメリカ                                                                                    | 父の母Sex Appeal 1970 栗毛 アメリカ                                                                                 | Buckpasser | Tom Fool                | Tom Fool         |
| 父 Compliance 1978 鹿毛 アメリカ                                                                                    | 父の母Sex Appeal 1970 栗毛 アメリカ                                                                                 | Buckpasser | Busanda                 |                  |
| 父 Compliance 1978 鹿毛 アメリカ                                                                                    | 父の母Sex Appeal 1970 栗毛 アメリカ                                                                                 | Best in Show | Traffic Judge           | Traffic Judge    |
| 父 Compliance 1978 鹿毛 アメリカ                                                                                    | 父の母Sex Appeal 1970 栗毛 アメリカ                                                                                 | Best in Show | Stolen Hour             |                  |
| 母 Listen Lady 1982 アメリカ                                                                                        | 母の父Buckfinder 1974 青毛 アメリカ                                                                                 | Buckpasser | Tom Fool                | Tom Fool         |
| 母 Listen Lady 1982 アメリカ                                                                                        | 母の父Buckfinder 1974 青毛 アメリカ                                                                                 | Buckpasser | Busanda                 |                  |
| 母 Listen Lady 1982 アメリカ                                                                                        | 母の父Buckfinder 1974 青毛 アメリカ                                                                                 | Shenanigans | Native Dancer           | Native Dancer    |
| 母 Listen Lady 1982 アメリカ                                                                                        | 母の父Buckfinder 1974 青毛 アメリカ                                                                                 | Shenanigans | Bold Irish              |                  |
| 母 Listen Lady 1982 アメリカ                                                                                        | 母の母Wild Application 1978                                                                                         | What a Pleasure | Bold Ruler              | Bold Ruler       |
| 母 Listen Lady 1982 アメリカ                                                                                        | 母の母Wild Application 1978                                                                                         | What a Pleasure | Grey Flight             |                  |
| 母 Listen Lady 1982 アメリカ                                                                                        | 母の母Wild Application 1978                                                                                         | Running Juliet | Round Table             | Round Table      |
| 母 Listen Lady 1982 アメリカ                                                                                        | 母の母Wild Application 1978                                                                                         | Running Juliet | Juliets Nurse F-No.23-b |                  |